# Zones de West
En physiologie respiratoire, les zones de West sont des localisations du poumon suivant le rapport ventilation/perfusion.
Cette répartition divise en 3 zones le poumon en fonction de la relation entre :
- la pression artérielle pulmonaire (Pa),
- la pression alvéolaire (PA),
- la pression veineuse pulmonaire (Pv).

En effet, les échanges gazeux alvéolo-capillaires (entre alvéole pulmonaire et capillaire sanguin) nécessitent l’adéquation de la ventilation et de la perfusion. Cependant, il existe des différences régionales dans les rapports entre ventilation et perfusion.
En position debout, la pression intrapleurale est moins négative à la base qu’au sommet en raison du poids du poumon. Du fait du poids de la colonne de sang, les pressions vasculaires vont augmenter du sommet à la base du poumon.
Les différences de rapport entre les pressions artérielles pulmonaires, alvéolaires et veineuses sur la hauteur du poumon définissent ces zones de West :
- Zone I  : PA > Pa > Pv.

Cette zone ne participe pas aux échanges gazeux, le sang ne circule pas dans l’alvéole, il y a donc une absence de débit dans le lit capillaire pulmonaire.
Le capillaire va être collabé. Cette zone n’existe pas chez un sujet sain, ou dans certains cas au repos, espace que l’on appelle un espace mort alvéolaire et anatomique. Toutefois cette zone intervient dans des cas pathologiques tels l'hypovolémie, l'hypoxémie, etc.
Pression intravasculaire diminue implique une augmentation de la PA.
- Zone II  : Pa > PA > Pv.

Secteur intermédiaire, le débit est faible ou intermittent. Les vaisseaux sont semi fermés, ils s’ouvrent ou se ferment en fonction de la pression grâce à la compliance des vaisseaux pulmonaires.
Différence entre la Pa – PA (collapsus partiel)
La condition de la zone II : sommet (apex) des poumons en position debout/assise.
- Zone III  : Pa > Pv > PA.

À l’inverse de la zone 1, le sang circule dans l’alvéole du fait de la gravité, le débit est maximal et continu. Les pressions sont comparables à la grande circulation.
Donc la pression motrice (qui permet à ces capillaires d’être perfusées) = Pa – Pv, et cela quelle que soit la PA car Pv > PA.